# Liwa at-Tauhid
Liwa at-Tauhid (arab. ‏لواء التوحيد‎, Brygada Jedności) – jednostka militarna Wolnej Armii Syrii, powołana 18 lipca 2012, biorąca głównie udział w bitwie o Aleppo podczas wojny domowej w Syrii. W styczniu 2013 przeszła do Syryjskiego Frontu Wyzwolenia Islamu, natomiast 22 listopada 2013 organizacja stała się sygnatariuszem paktu militarnego pod nazwą Front Islamski.
Ugrupowanie zostało założone na dwa dni przed początkiem bitwy w Aleppo. Największa podjednostka Liwa at-Tauhid, Liwa Ahrar asz-Szamal, działała na wschód od Aleppo. Druga podjednostka, Liwa Fursan al-Dżabal, operowała w południowo-zachodniej części muhafazy Aleppo, w pobliżu granicy z muhafazą Idlib i miasta Al-Atarib. Trzecia podjednostka – Liwa Darat Izza walczyła w zachodniej części miasta Aleppo.
Bojownicy w trakcie kampanii w Aleppo, szybko opanowali dzielnicę Salah ad-Din, którą następnie zaciekle bronili. W czerwcu 2013 Liwa at-Tauhid przegrupowała się na 38 pododdziałów. W międzyczasie wysłała 300 bojowników do walki przeciwko szyitom w trakcie bitwy pod Al-Kusajr.
W listopadzie 2012 Liwa at-Tauhid poparła stworzoną Syryjską Koalicję Narodową na rzecz Opozycji i Sił Rewolucyjnych, będącym politycznym ciałem syryjskiej opozycji, jednak wezwała opozycyjnych polityków do zwiększenia reprezentatywności konfederacji. W styczniu 2013 Liwa at-Tauhid stała się członkiem militarnego Syryjskiego Frontu Wyzwolenia Islamu, który 22 listopada 2013 na mocy porozumienia z Syryjskim Frontem Islamskim przekształcił się w Front Islamski, którego sygnatariuszem została m.in. Liwa at-Tauhid.
Dowódcą ugrupowania był Abd al-Kadir Salih, który zmarł w tureckim szpitalu w wyniku odniesionych ran w bombardowaniu z 14 listopada 2013 Tall Hasil pod Aleppo, w trakcie operacji Pustynna Droga, prowadzonej przez Syryjskie Siły Zbrojne. W tym samym bombardowaniu zginął lider Brygady z regionu Aleppo - Jusuf al-Abbas.
Ugrupowanie liczyło do 11 tysięcy rebeliantów. Było wspierane przez Turcję oraz finansowe źródła z Kataru, a także Bractwo Muzułmańskie.
Liwa at-Tauhid utrzymywała dobre stosunki zarówno z radykalnymi dżhihadystami i prozachodnimi bojownikami, co ujawniło się w trakcie bitwy o Azaz we wrześniu 2013, kiedy to Brygada mediowała między rywalizującymi rebeliantami z Wolnej Armii Syrii i Państwa Islamskiego. W sojuszu z Dżabhat an-Nusra i Ahrar asz-Szam utworzyła w Aleppo sąd szariacki i Rewolucyjne Biuro Bezpieczeństwa. Liwa at-Tauhid odrzucała koncepcje demokratycznego i świeckiego państwa. Jej celem było wprowadzenie w Syrii rządów islamskich opartych na prawie koranicznym.